# Jan Erik Lindqvist
Jan Erik Lindqvist, född 25 juli 1920 i Adolf Fredriks församling, död 23 oktober 1988 i Stockholm, var en svensk skådespelare.

## Biografi

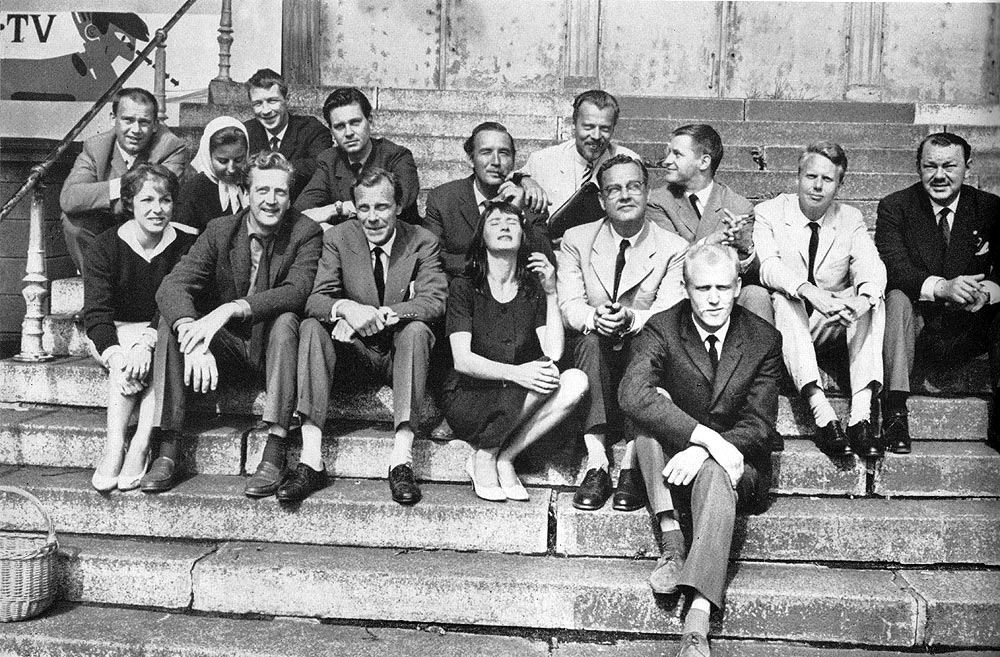
Lindqvist (andra raden, i mitten) tillsammans med TV-teaterensemblen säsongen 1961/1962.

Lindqvist studerade vid Dramatens elevskola 1939–1940 och var därefter engagerad vid Dramaten i tio år. Därefter följde engagemang vid stadsteatrarna i Malmö, Göteborg och Uppsala innan han 1967 återvände till Dramaten. Han var även verksam vid Stockholms stadsteater 1970–1975 och 1981.
Han kom att medverka i över 75 film- och TV-produktioner, bland annat gjorde han rösten till Muminpappan i 1973 års TV-julkalender, Jul i Mumindalen.
Jan Erik Lindqvist vilar i minneslunden på Kungsholms kyrkogård i Stockholm.

## Filmografi
- 1938 – Goda vänner och trogna grannar
- 1942 – Vi hemslavinnor
- 1944 – Kärlek och allsång
- 1944 – Stopp! Tänk på något annat
- 1946 – Barbacka
- 1949 – Människors rike
- 1949 – Kronblom kommer till stan
- 1954 – De röda hästarna
- 1954 – I rök och dans
- 1954 – Karin Månsdotter
- 1956 – Ratataa
- 1959 – Fly mig en greve
- 1959 – Lejon på stan
- 1960 – Tre önskningar
- 1961 – En handelsresandes död
- 1961 – Utan fast bostad
- 1961 – Ljuva ungdomstid
- 1962 – Sex roller söka en författare
- 1962 – Trasiga änglar
- 1962 – De vackra människorna
- 1962 – Handen på hjärtat
- 1962 – Värmlänningarna
- 1962 – Siska
- 1963 – Misantropen
- 1963 – Kranes konditori
- 1963 – Medea (TV)
- 1963 – Ett drömspel
- 1963 – En söndag i september
- 1963 – Fan ger ett anbud
- 1963 – Isak Juntti hade många söner
- 1964 – Att älska
- 1964 – Drömpojken
- 1964 – Henrik IV
- 1964 – Ta hand om Amelie
- 1964 – Älskande par
- 1965 – Aftonstjärnan
- 1965 – Den bergtagna
- 1965 – Bödeln
- 1965 – Gustav Vasa
- 1965 – Blodsbröllop
- 1965 – Sissan
- 1965 – En kopp te
- 1965 – Nattcafé
- 1966 – Här har du ditt liv
- 1966 – Woyzeck
- 1966 – Om tobakens skadlighet
- 1966 – Operation Argus (TV-serie)
- 1967 – Bränt barn
- 1967 – Etienne
- 1967 – ABC
- 1967 – Picknick på slagfältet
- 1967 – Roseanna
- 1968 – Leleus testamente
- 1968 – Fanny Hill
- 1969 – Eva – den utstötta
- 1969 – Ni ljuger
- 1970 – Ministern
- 1970 – Den magiska cirkeln
- 1970 – Röda rummet (TV-serie)
- 1970 – Tretton dagar (TV-serie)
- 1973 – Makt på spel (TV-serie)
- 1973 – Bröd för dagen (TV-serie)
- 1973 – Jul i Mumindalen (TV-serie)
- 1974 – De tre från Haparanda (TV-serie)
- 1974 – Brända tomten
- 1974 – En handfull kärlek
- 1974 – Kvarteret Oron (TV-serie)
- 1976 – Ansikte mot ansikte
- 1976 – Långt borta och nära
- 1976 – Engeln (TV-serie)
- 1977 – Soldat med brutet gevär (TV-serie)
- 1977 – Kalkonen (TV-film)
- 1978 – Hedebyborna (TV-serie)
- 1979 – Selambs (TV-serie)
- 1983 – Farmor och vår Herre (TV-serie)
- 1983 – Öbergs på Lillöga (TV-serie)
- 1985 – August Strindberg ett liv
- 1985 – Nya Dagbladet (TV-serie)
- 1986 – Hummerkriget
- 1986 – Hassel – Anmäld försvunnen
- 1986 – Hassel – Beskyddarna
- 1986 – Skånska mord (TV-serie)
- 1986 – I lagens namn
- 1986 – White Lady
- 1989 – Tiger Rag (TV-serie)

## Teater

### Roller
| År   | Roll                           | Produktion | Regi                | Teater                                  |
| ---- | ------------------------------ | --- | ------------------- | --------------------------------------- |
| 1940 | En herre                       | Den lilla hovkonserten Toni Impekoven och Paul Verhoeven                                                                                               | Rune Carlsten       | Dramaten                                |
| 1941 | Andre poliskonstapeln          | Vi skiljas Victorien Sardou och Émile de Najac | Alf Sjöberg         | Dramaten                                |
| 1942 | 110 12/30 Berg, avståndsmätare | Beredskap Gunnar Ahlström | Alf Sjöberg         | Dramaten                                |
| 1942 | Tommy Hughes                   | Ut till fåglarna George S. Kaufman och Moss Hart | Alf Sjöberg         | Dramaten                                |
| 1943 | Hovmästaren                    | Kungen Robert de Flers, Emmanuel Arène och Gaston Arman de Caillavet                                                                                   | Rune Carlsten       | Dramaten                                |
| 1944 | Jensen                         | Innanför murarna Henri Nathansen | Carlo Keil-Möller   | Dramaten                                |
| 1945 | Man 2 i överrock               | Av hjärtans lust Karl Ragnar Gierow | Rune Carlsten       | Dramaten                                |
| 1947 |                                | Tjuvarnas bal Jean Anouilh | Bengt Ekerot        | Malmö stadsteater                       |
| 1947 |                                | Lycko-Pers resa August Strindberg | Gösta Folke         | Malmö stadsteater                       |
| 1947 |                                | Bortom horisonten Eugene O'Neill | Stig Torsslow       | Malmö stadsteater                       |
| 1948 |                                | Antigone Jean Anouilh | Stig Torsslow       | Malmö stadsteater                       |
| 1948 |                                | Vår lilla stad Thornton Wilder | Gösta Folke         | Malmö stadsteater                       |
| 1948 |                                | Streber Stig Dagerman | Bengt Ekerot        | Malmö stadsteater                       |
| 1948 |                                | Lycko-Pers resa August Strindberg | Gösta Folke         | Malmö Stadsteater                       |
| 1948 |                                | Drömmarnas berg Maxwell Anderson | Gösta Folke         | Malmö stadsteater                       |
| 1948 |                                | En vildfågel Jean Anouilh | Stig Torsslow       | Malmö stadsteater                       |
| 1949 |                                | Gustav Vasa August Strindberg | Gösta Folke         | Malmö stadsteater                       |
| 1949 |                                | Linje lusta Tennessee Williams | Stig Torsslow       | Malmö stadsteater                       |
| 1949 |                                | Bröllopet på Seine Marcel Achard | Gösta Folke         | Malmö stadsteater                       |
| 1949 |                                | Hans nåds testamente Hjalmar Bergman | Stig Torsslow       | Malmö stadsteater                       |
| 1949 |                                | Marius Marcel Pagnol | Bengt Ekerot        | Malmö stadsteater                       |
| 1949 |                                | Avgrunden Silvio Giovaninetti |                     | Malmö stadsteater                       |
| 1950 |                                | Brända tomten August Strindberg | Gösta Folke         | Malmö stadsteater                       |
| 1950 |                                | I telefon Ernst Ahlgren | Gunnar Ekström      | Malmö stadsteater                       |
| 1950 |                                | Lunchrasten Herbert Grevenius | Gösta Folke         | Malmö stadsteater                       |
| 1950 |                                | Huckleberry Finns äventyr Gösta Terserus efter Mark Twains roman                                                                                       | Nils Leijon         | Malmö stadsteater                       |
| 1950 | Anton Thomsen                  | Kärlek Kaj Munk | Torsten Hammarén    | Göteborgs stadsteater, 24 november 1950 |
| 1958 | Marco                          | Utsikt från en bro Arthur Miller | Alf Sjöberg         | Dramaten                                |
| 1960 | Bernardo                       | Hamlet William Shakespeare | Alf Sjöberg         | Dramaten                                |
| 1960 | Den gamle                      | Till Damaskus, del I August Strindberg | Olof Molander       | Dramaten                                |
| 1961 | Hubert, borgare från Angers    | Kung John (The Life and Death of King John) William Shakespeare                                                                                        | Alf Sjöberg         | Dramaten                                |
| 1961 | Sjamrajev                      | Måsen Anton Tjechov | Ingmar Bergman      | Dramaten                                |
| 1964 | Beauchamp                      | Sankta Johanna George Bernard Shaw | Per Gerhard         | Vasateatern                             |
| 1965 |                                | Skattkammarön Robert Louis Stevenson | Arne Lydén          | Malmö stadsteater                       |
| 1968 |                                | Bortom horisonten Eugene O'Neill | Stig Torsslow       | Malmö stadsteater                       |
| 1969 | Glada Walter                   | Tolvskillingsoperan Kurt Weill och Bertolt Brecht | Alf Sjöberg         | Dramaten                                |
| 1970 | Tengdal Melinder               | Minns du den stad Per Anders Fogelström | Johan Bergenstråhle | Stockholms stadsteater                  |
| 1971 | Stor-Klas                      | Stor-Klas och Lill-Klas Gustaf af Geijerstam | Lars Edström        | Stockholms stadsteater                  |
| 1971 | Kungen                         | Slutet gott, allting gott William Shakespeare | Jonas Cornell       | Stockholms stadsteater 7 september 1971 |
| 1971 | Jesper Mees                    | Fru Rangsjuk Reinhold Gustaf Modée | Allan Edwall        | Stockholms stadsteater                  |
| 1972 | Farsan                         | Tjena Gary Allan Edwall | Jan Håkanson        | Stockholms stadsteater                  |
| 1973 | Abbén                          | Brott och brott August Strindberg | Jonas Cornell       | Stockholms stadsteater                  |
| 1973 | Ryttmästaren                   | An der schönen blauen Donau Ödön von Horváth | Jan Håkanson        | Stockholms stadsteater                  |
| 1974 | Jante                          | Föräldrarna Gösta Bredefeldt, Rolf Björkholm, Lars Hansson, Annicka Kronberg, Kenneth Gustavsson, Jan Erik Lindqvist, Suzanne Osten och Lena Söderblom | Suzanne Osten       | Stockholms stadsteater                  |
| 1975 | Kaptenen                       | Kvinnotransport Steve Gooch | Jonas Cornell       | Stockholms stadsteater                  |
| 1979 |                                | Stor-Klas och Lill-Klas Gustaf af Geijerstam | Josef Halfen        | Malmö stadsteater                       |
| 1979 |                                | Kärleksbrev på blått papper Arnold Wesker | Josef Halfen        | Malmö stadsteater                       |
| 1980 |                                | Söndagsbarn Gerlind Reinshagen | Andris Blekte       | Malmö stadsteater                       |
| 1981 | Raffaele                       | Lördag, söndag, måndag Eduardo De Filippo | Andris Blekte       | Stockholms stadsteater                  |

## Radioteater

### Roller
| År   | Roll                         | Produktion                     | Regi            |
| ---- | ---------------------------- | ------------------------------ | --------------- |
| 1953 | Poliskonstapeln              | Midsommar August Strindberg    | Palle Brunius   |
| 1957 | Stationsmästare Otto Ahlberg | Grönt för mord Folke Mellvig   | Arne Mattsson   |
| 1959 | Den Barfotade                | Vägglusen Vladimir Majakovskij | Staffan Aspelin |